# Alessandro Vittoria
Alessandro Vittoria (né à Trente en 1525 et mort à Venise en 1608) est un sculpteur maniériste de l'école vénitienne, « l'un des principaux représentants du style classique vénitien ».

## Biographie
Alessandro Vittoria se forma d'abord dans sa ville natale, puis, à partir de 1543, dans l'atelier de l'architecte et sculpteur Jacopo Sansovino à Venise. Il collabora avec celui-ci en 1550 aux sculptures de la Bibliothèque marcienne. Vers 1560, il travaille à des stucs pour la villa Barbaro à Maser, avec Palladio et Véronèse. L'essentiel de son œuvre est à Venise où il mourut, il repose dans l'église San Zaccaria.

## Œuvres
- Pour l'église San Zaccaria il exécuta en 1543 une statue de saint Zacharie ; son autoportrait orne son monument funéraire dans la même église.

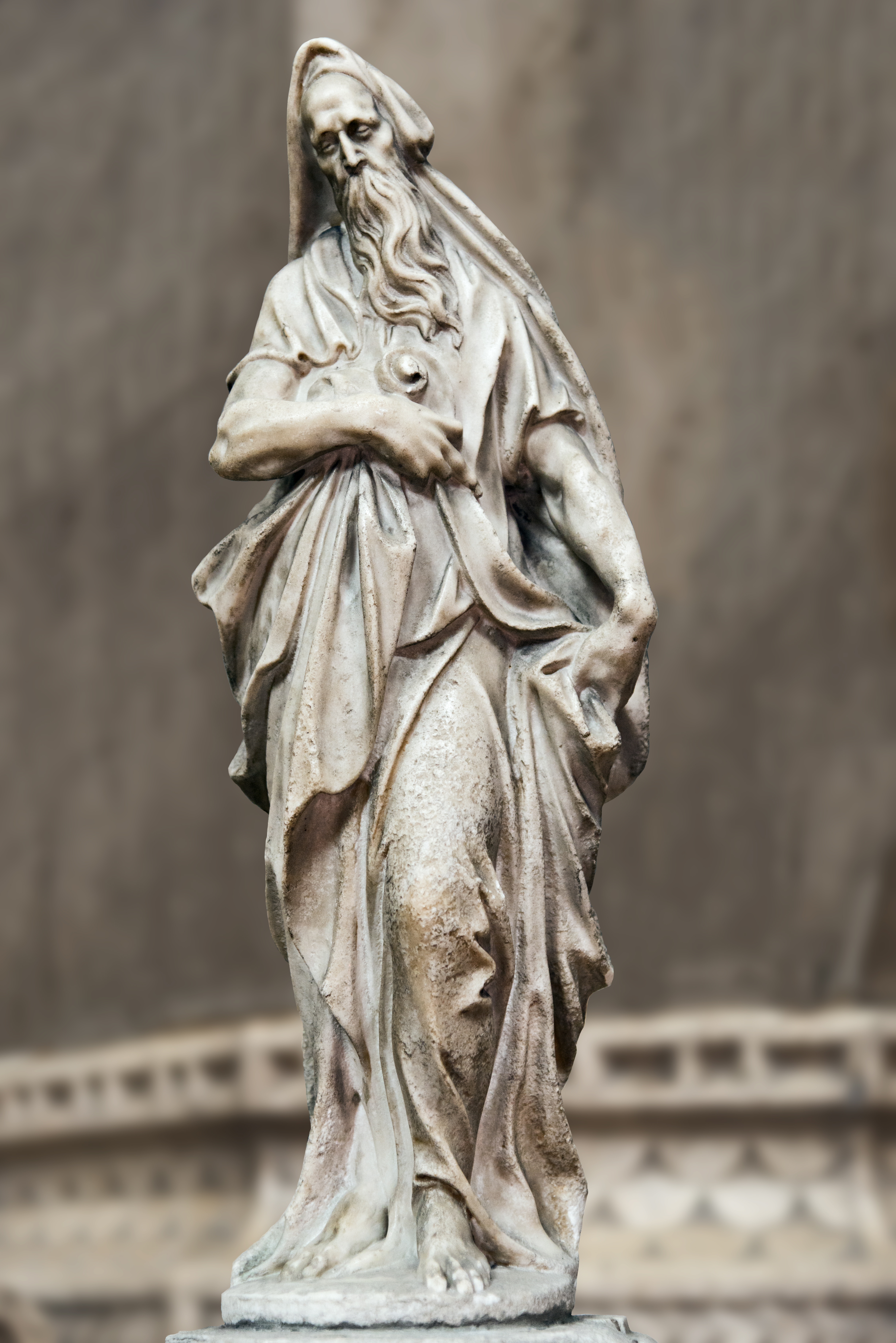
San Zaccaria (1543),  église San Zaccaria, Venise.
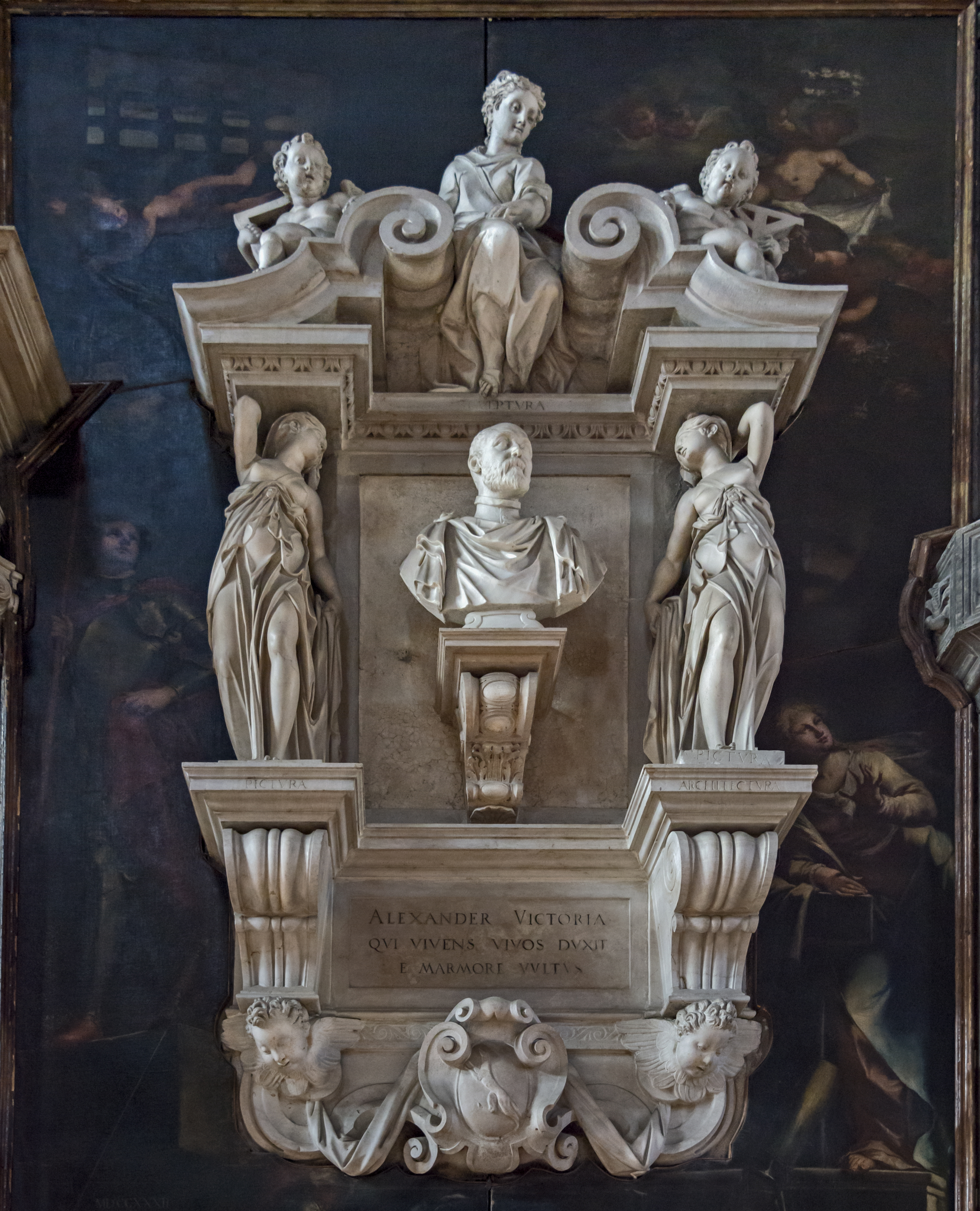
Autoportrait sur son monument funéraire, église San Zaccaria, Venise.

- Pour San Francesco della Vigna de 1561-1562 les statues de marbre de saint Roch, de saint Antoine et de saint Sébastien pour l'autel de la chapelle Montefeltro.

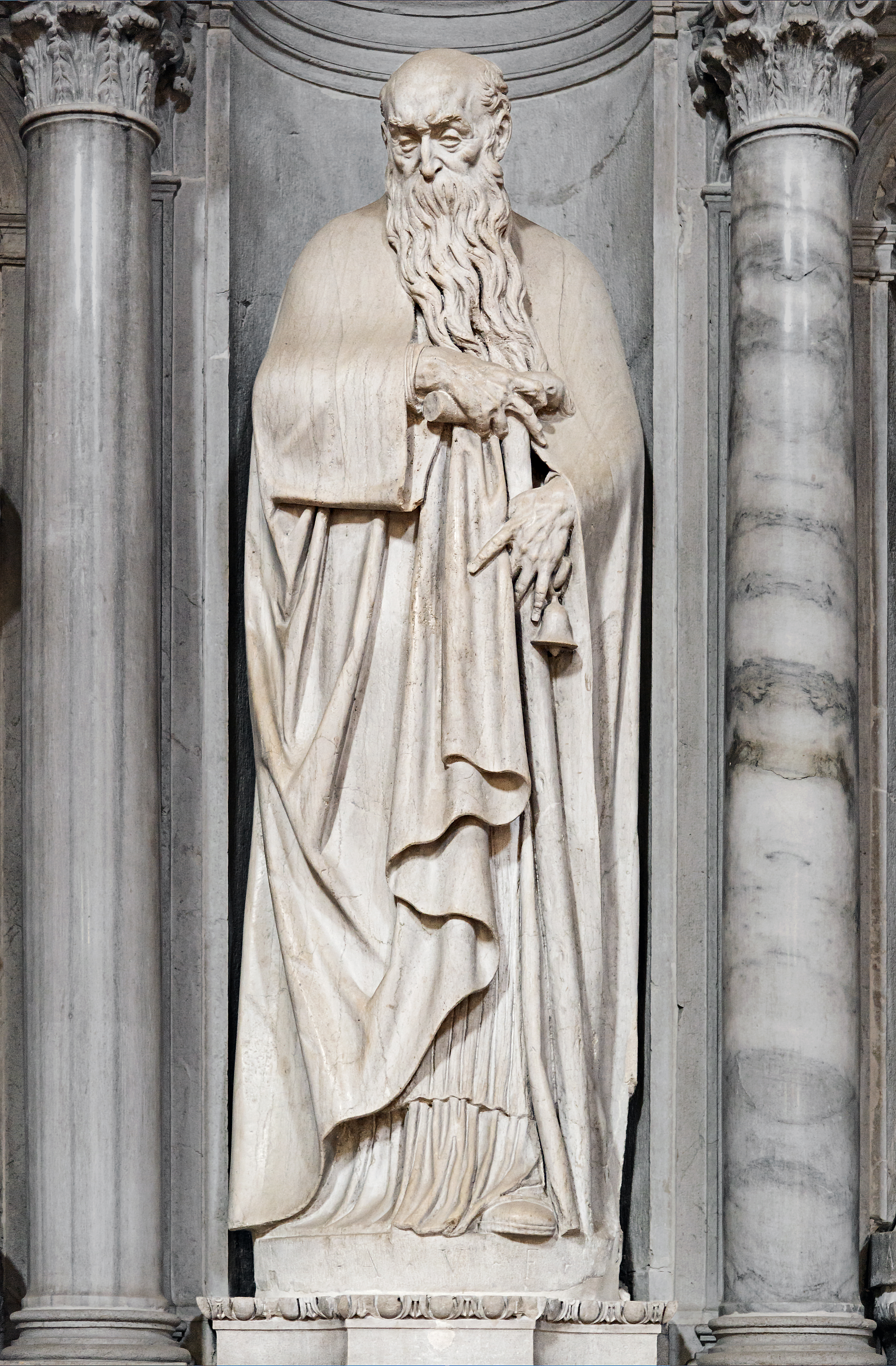
Antoine le grand, San Francesco della Vigna,  Venise.
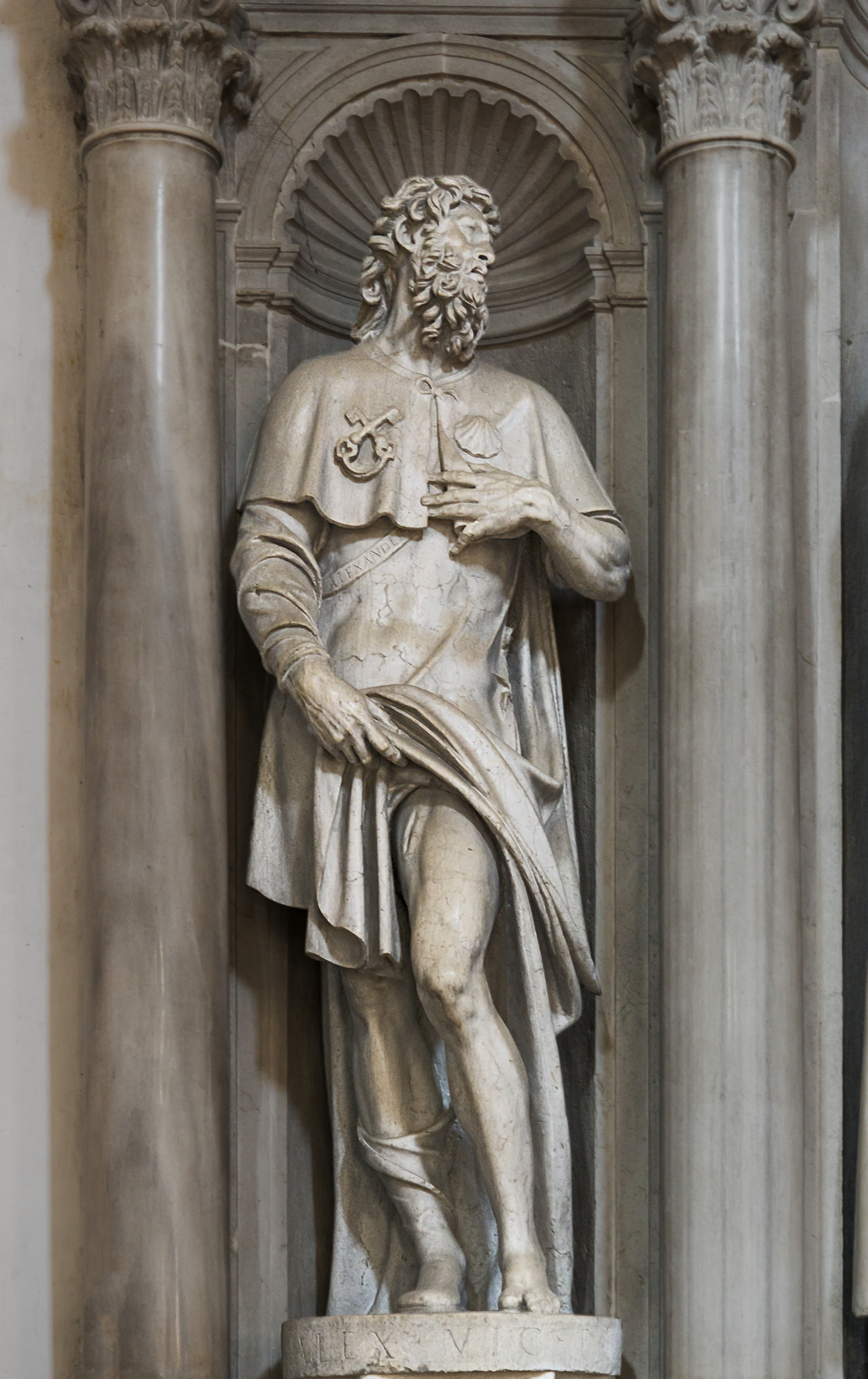
Saint Roch,  San Francesco della Vigna, Venise.
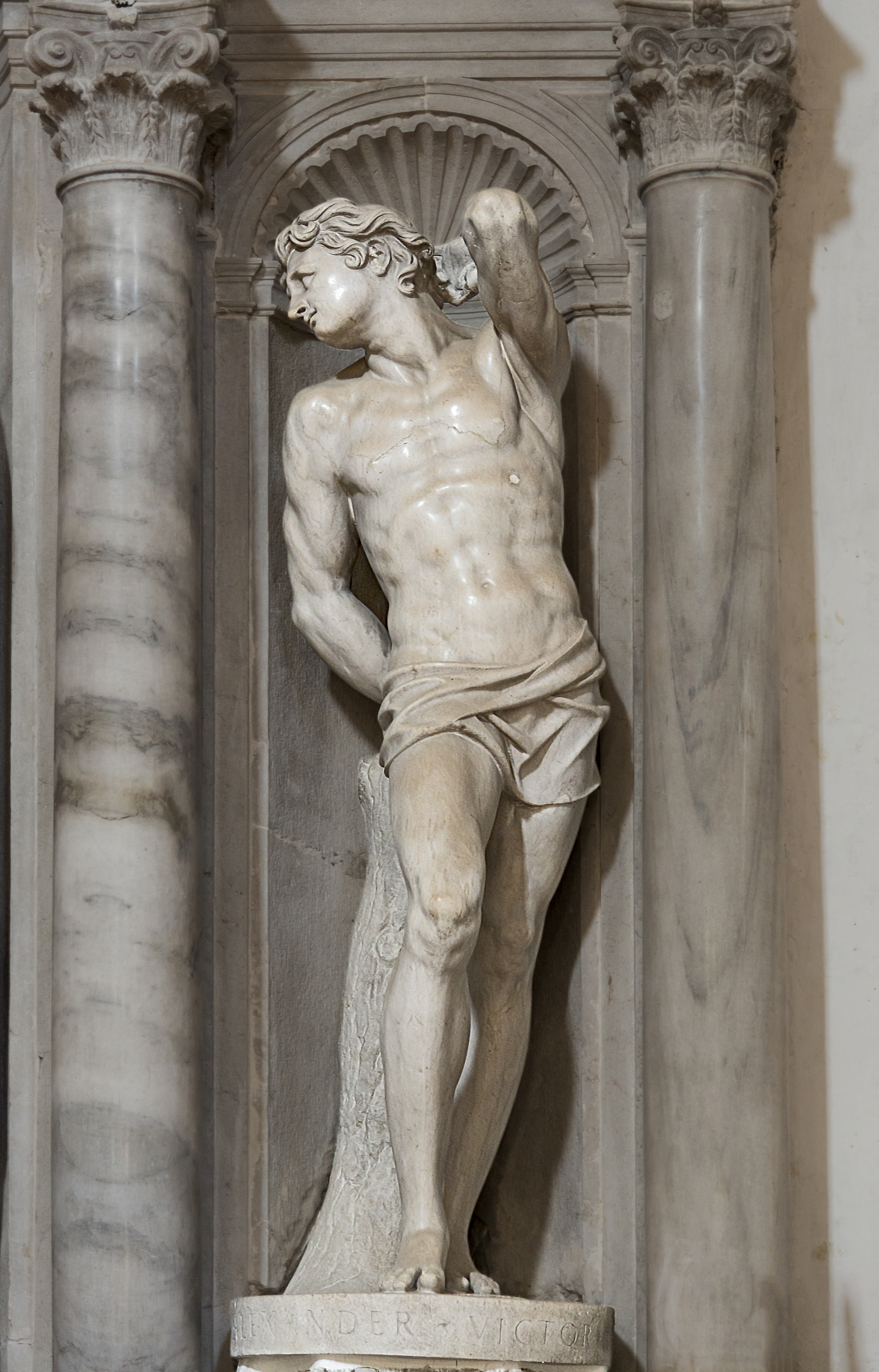
Saint Sébastien, San Francesco della Vigna, Venise.

- Pour la basilique de San Zanipolo, le Saint Jérôme, dans lequel on relève clairement l'influence de Michel-Ange ; au-dessus L'Assomption de la Vierge, les deux statues vers 1580. On lui doit également l'autel et le retable en marbre noir de la chapelle du Crucifix, ainsi que les deux statues en bronze de son retable représentant  Notre-Dame des Douleurs et saint Jean l'évangéliste. Dans cette même chapelle Le tombeau d'Edward Windsor, 3e Baron Windsor mort à Venise en 1574  lui est attribué. Le buste de Palma le vieux sur la côté gauche de la nef.

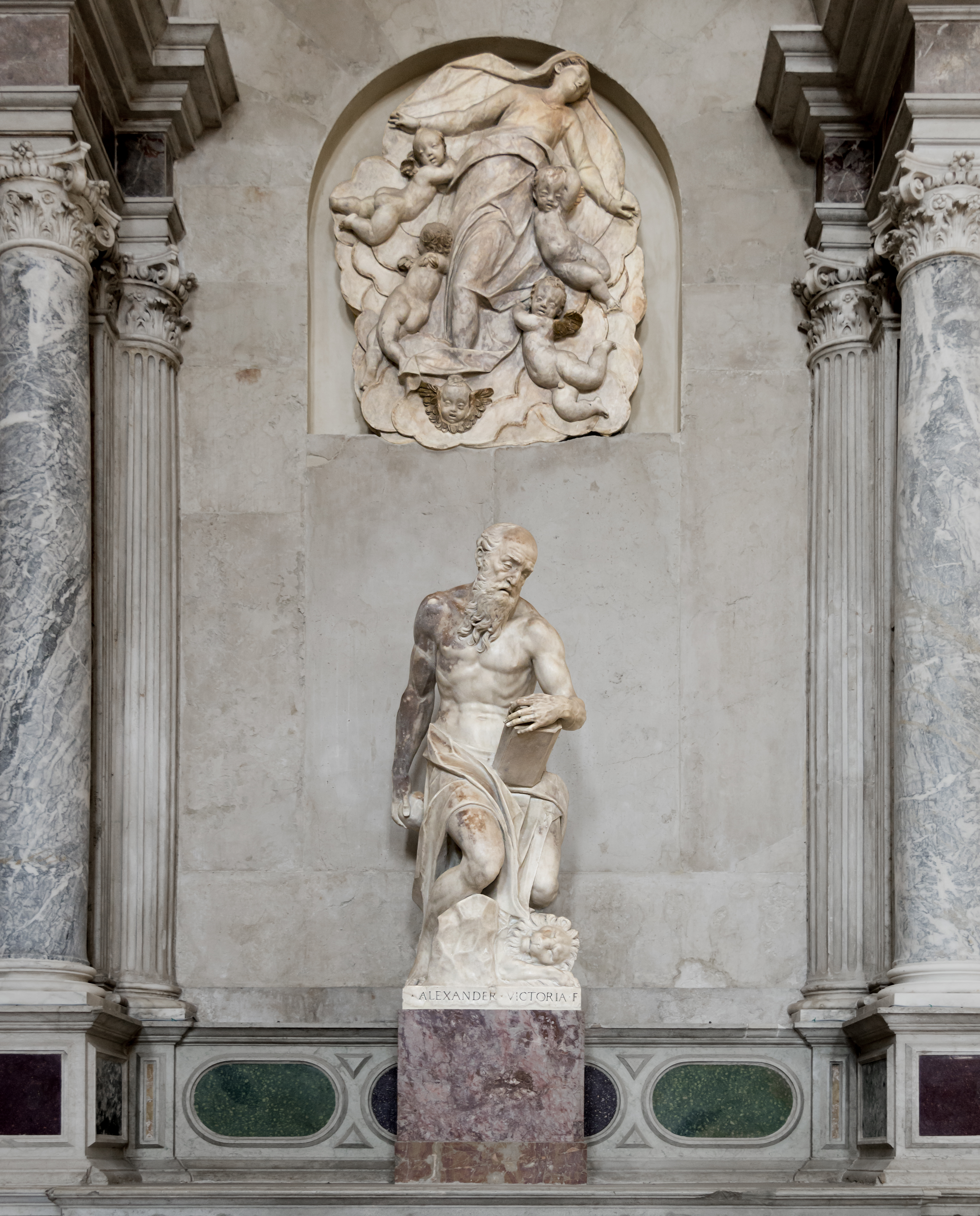
Saint Jérôme et l'Assomption de la Vierge,  basilique de San Zanipolo.
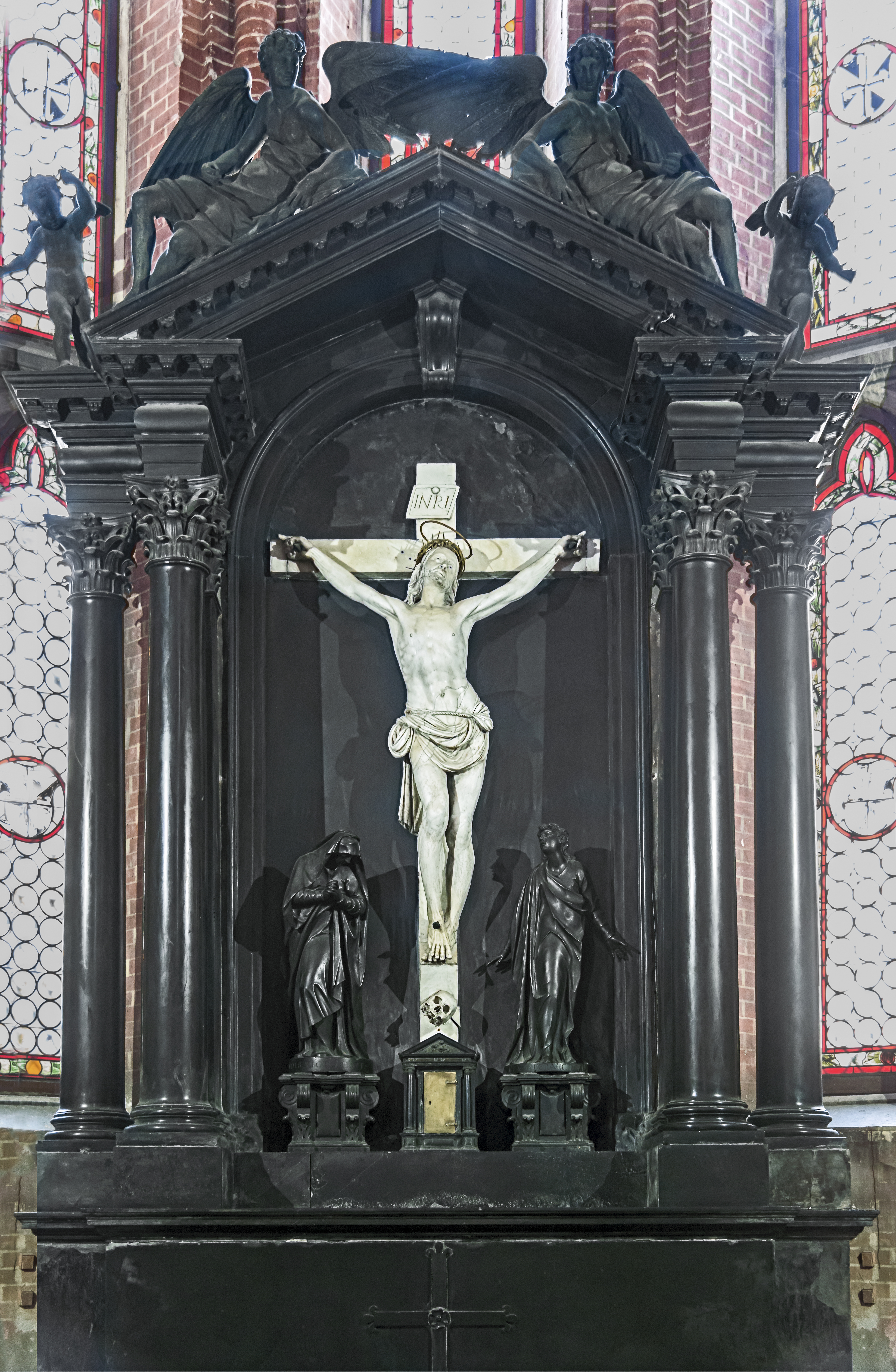
Autel et retable, chapelle du Crusifix.
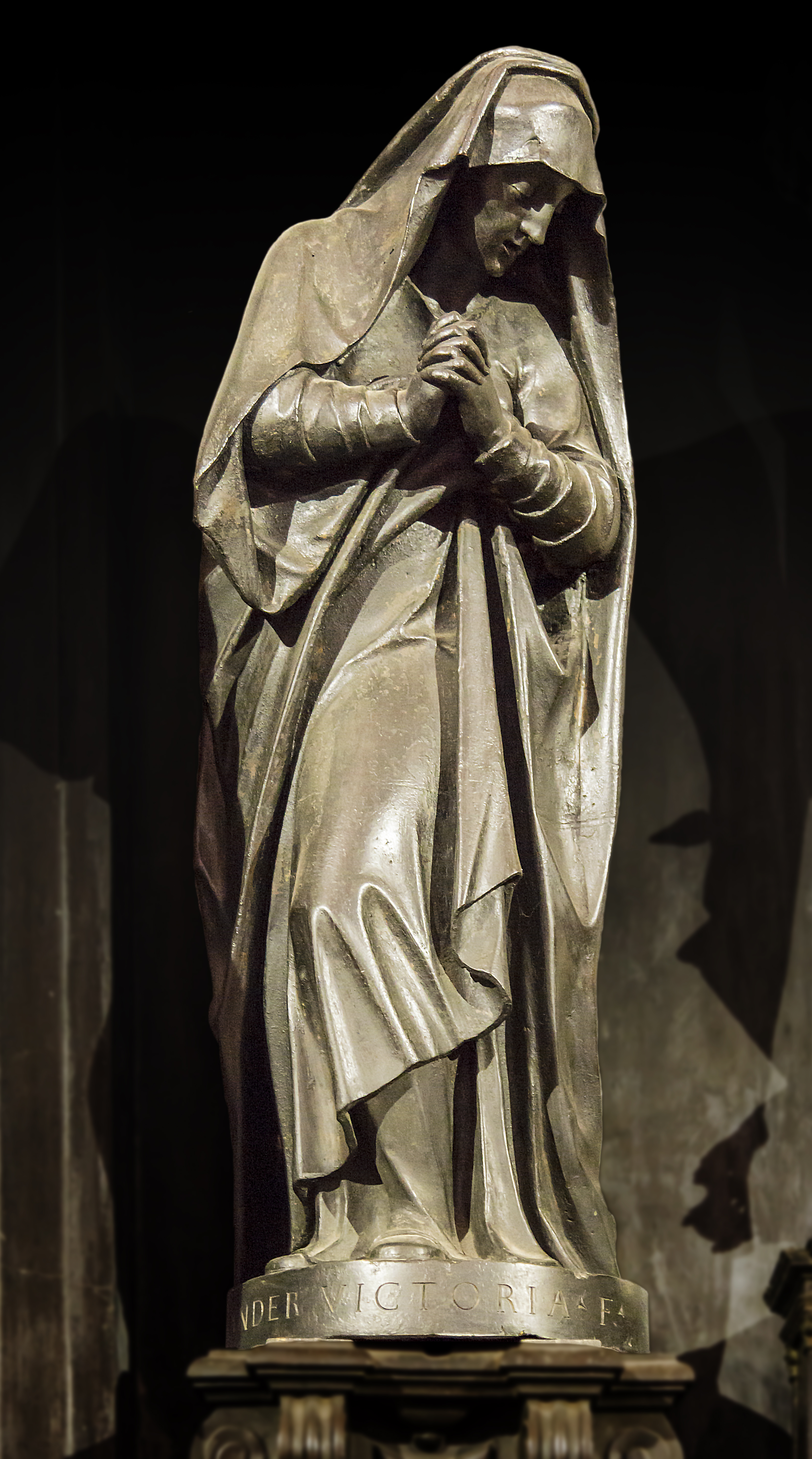
Bronze, Notre-Dame des Douleurs.
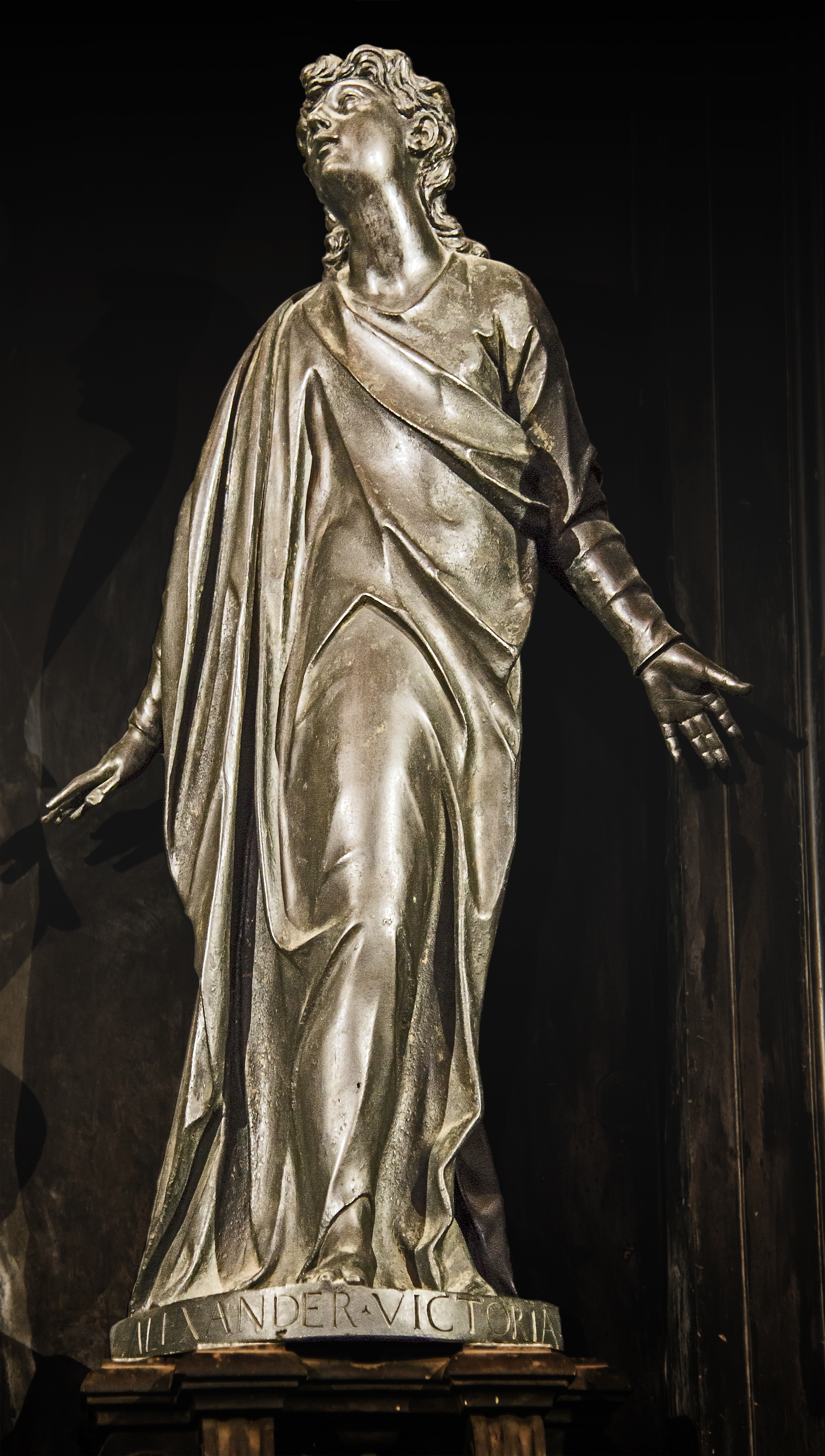
saint-Jean l'évangéliste.
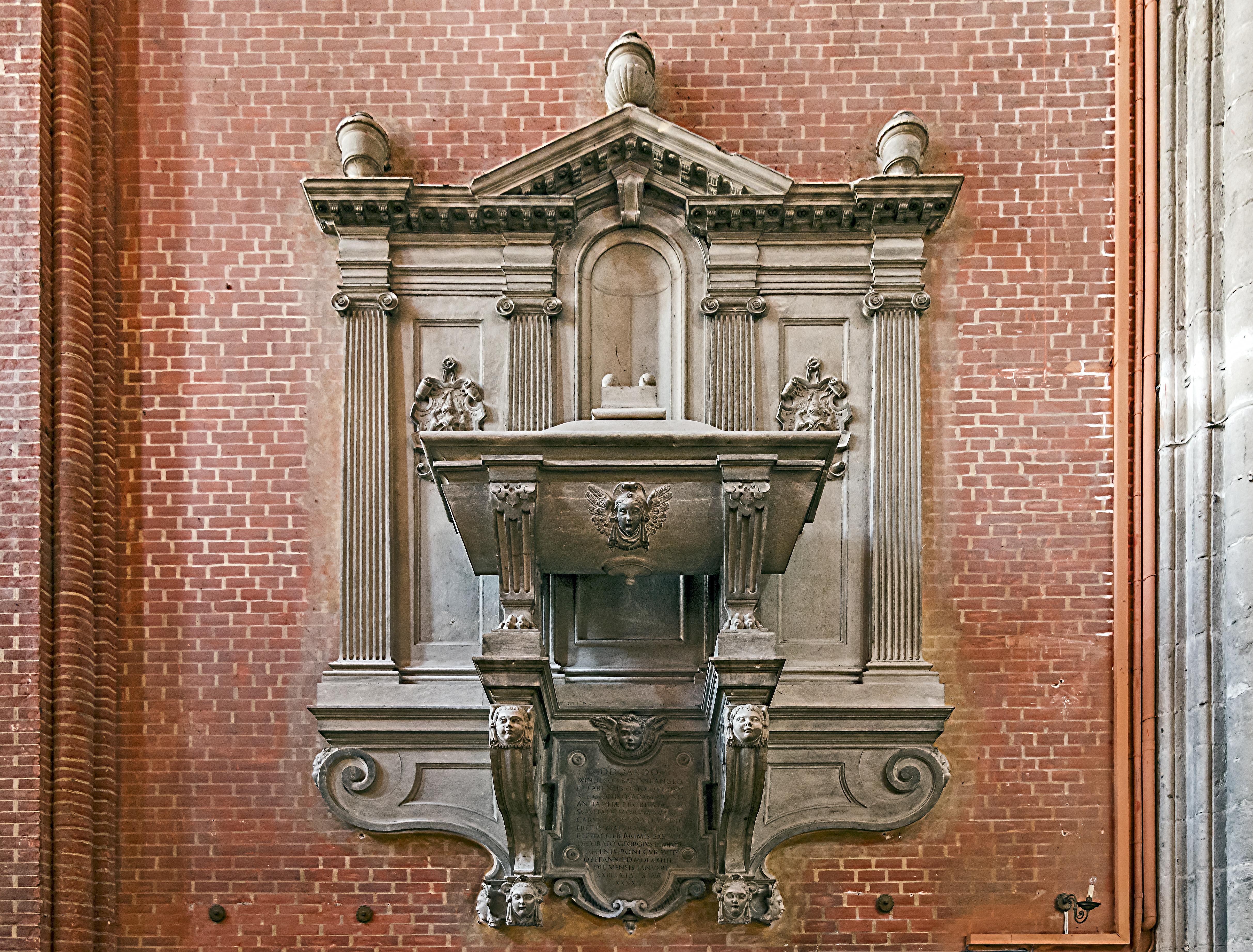
Le tombeau d'Edward Windsor.

- Pour l'église San Salvador les statues de marbre de  saint Roch  et de  saint Sébastien .

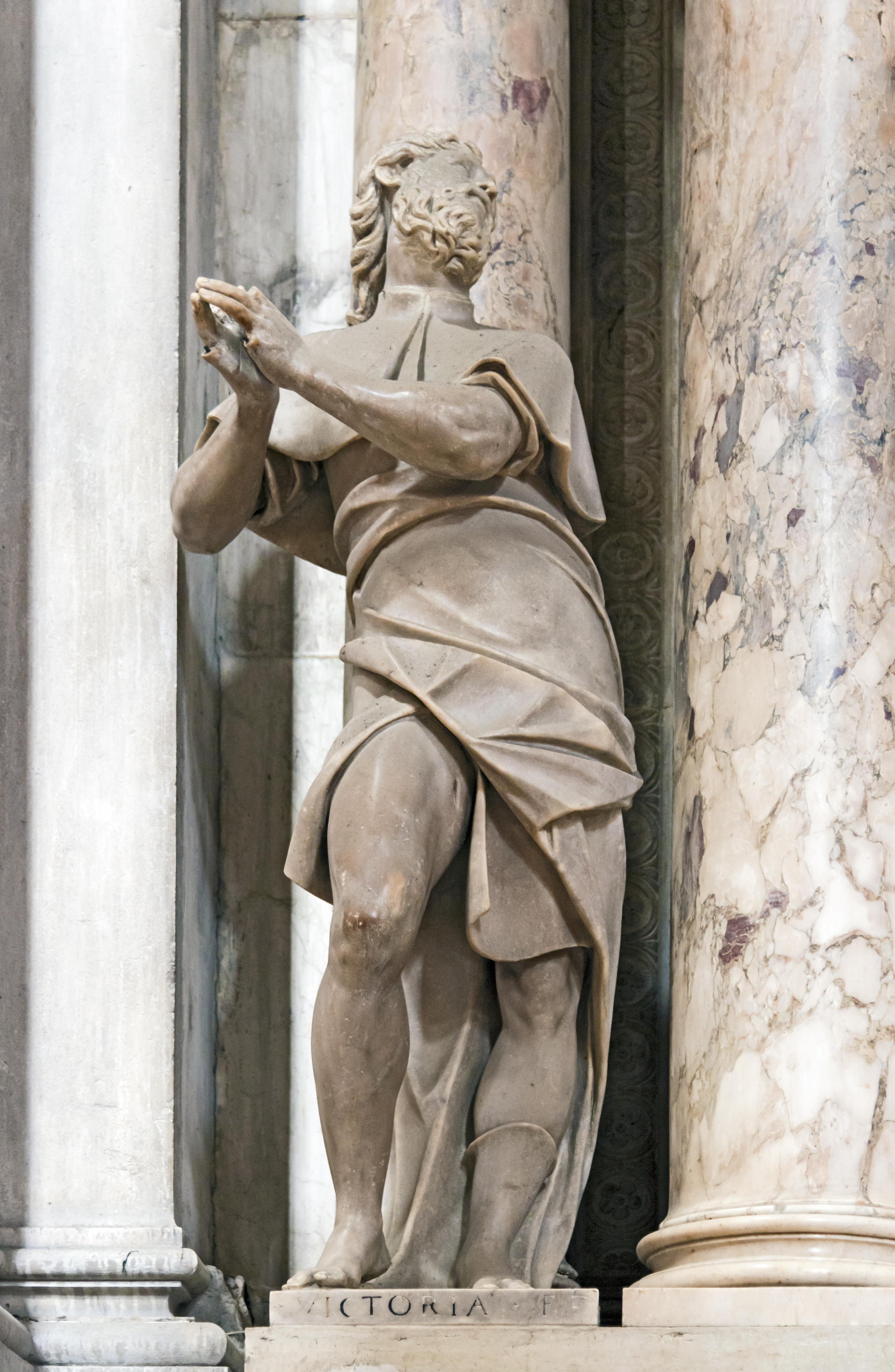
Saint-Roch, église San Salvador, Venise.
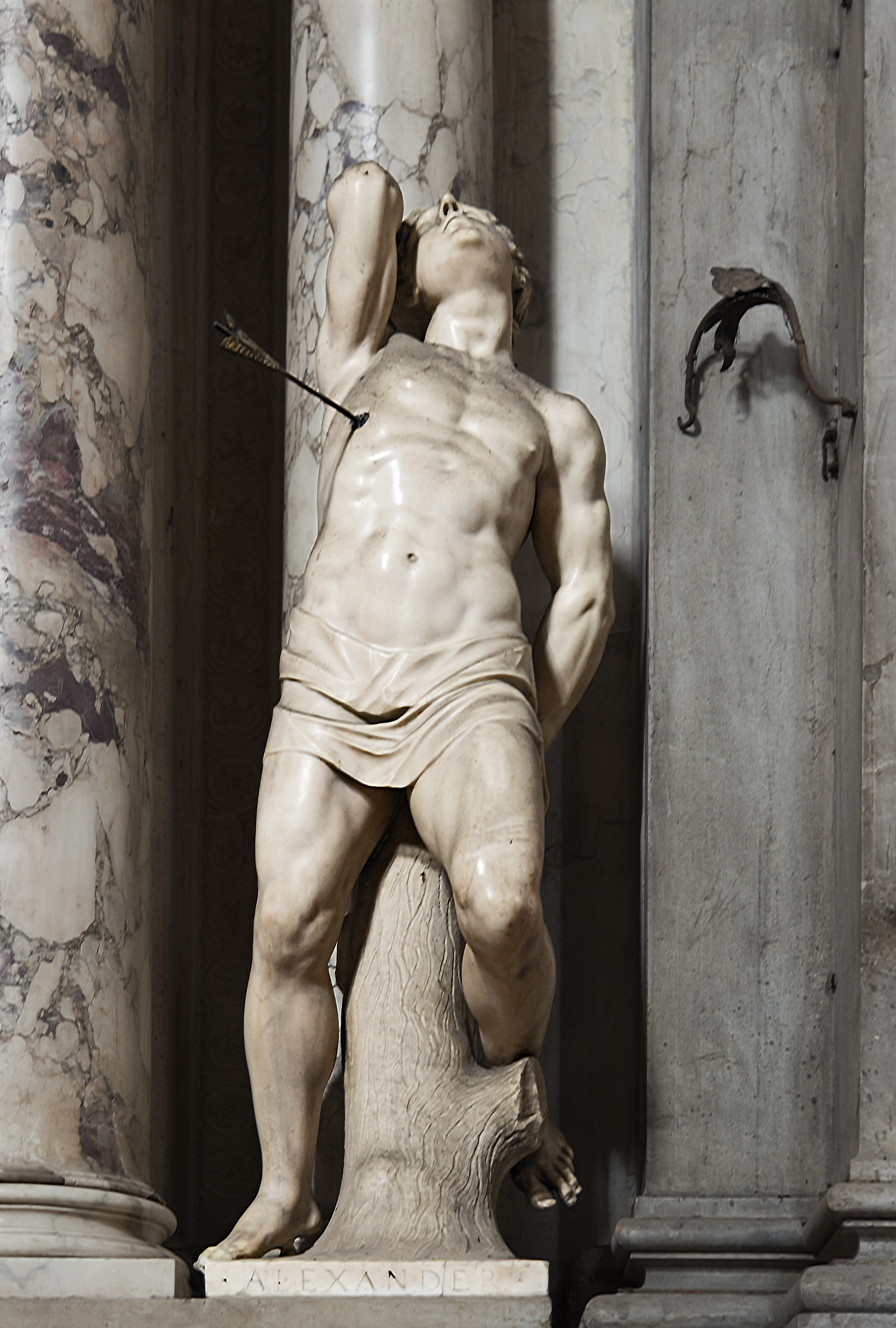
Saint Sébastien, Venise.

- Pour la Basilique San Giorgio Maggiore de Venise, placées à l'intérieur de la porte d'entrée. De 1578 à 1579 il édifia le monument funéraire de l'évêque Bollani ; des fragments de cette œuvre sont conservés au musée municipal Vittoria de Santa Giulia (Brescia).
- Pour Santa Maria Gloriosa dei Frari en 1581 il sculpte le Christ ressuscité de la façade. L'autel de san Giuseppe da Copertino avec une statue en marbre de saint Jérôme.

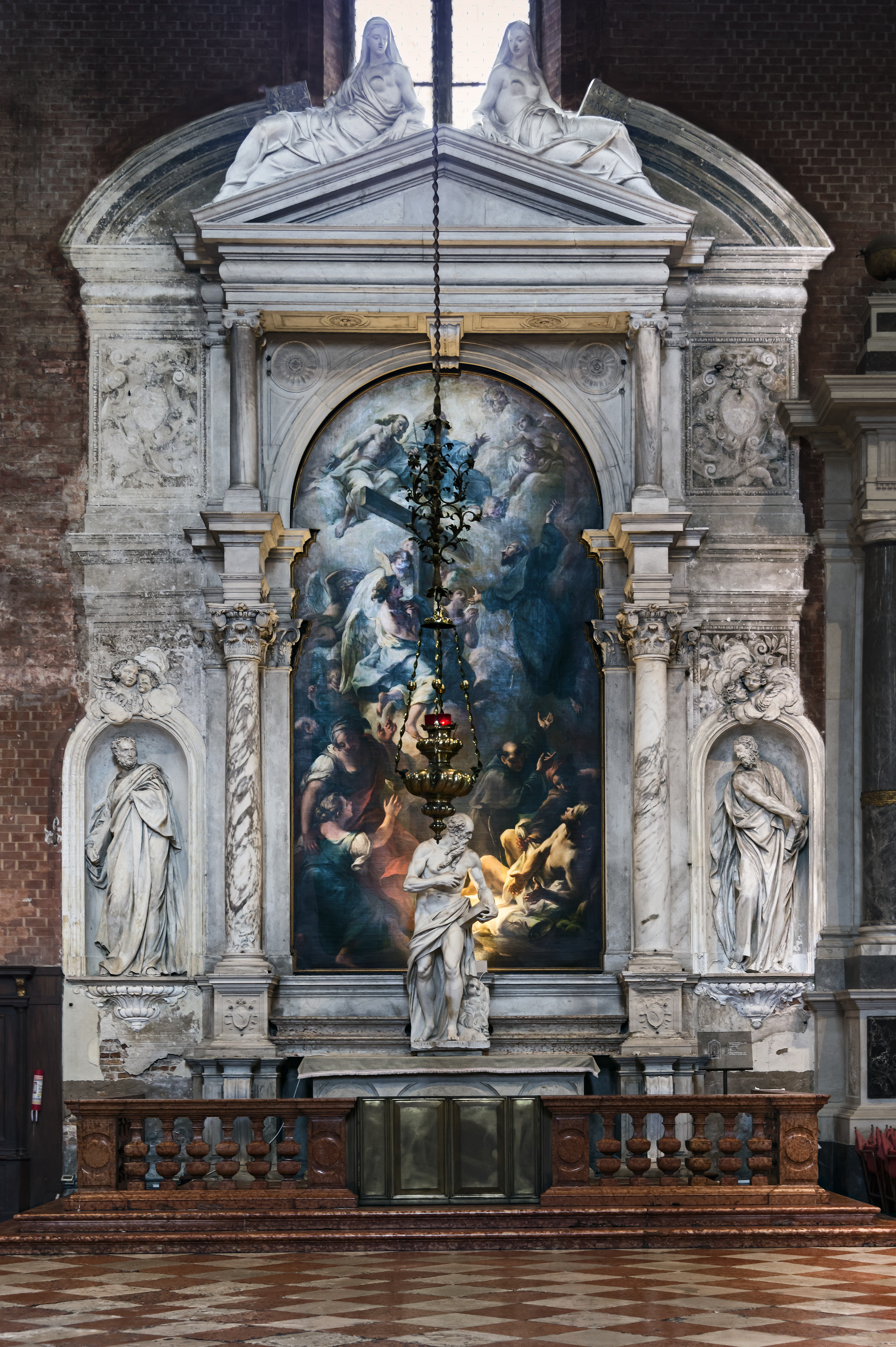
L'autel de san Giuseppe da Copertino.
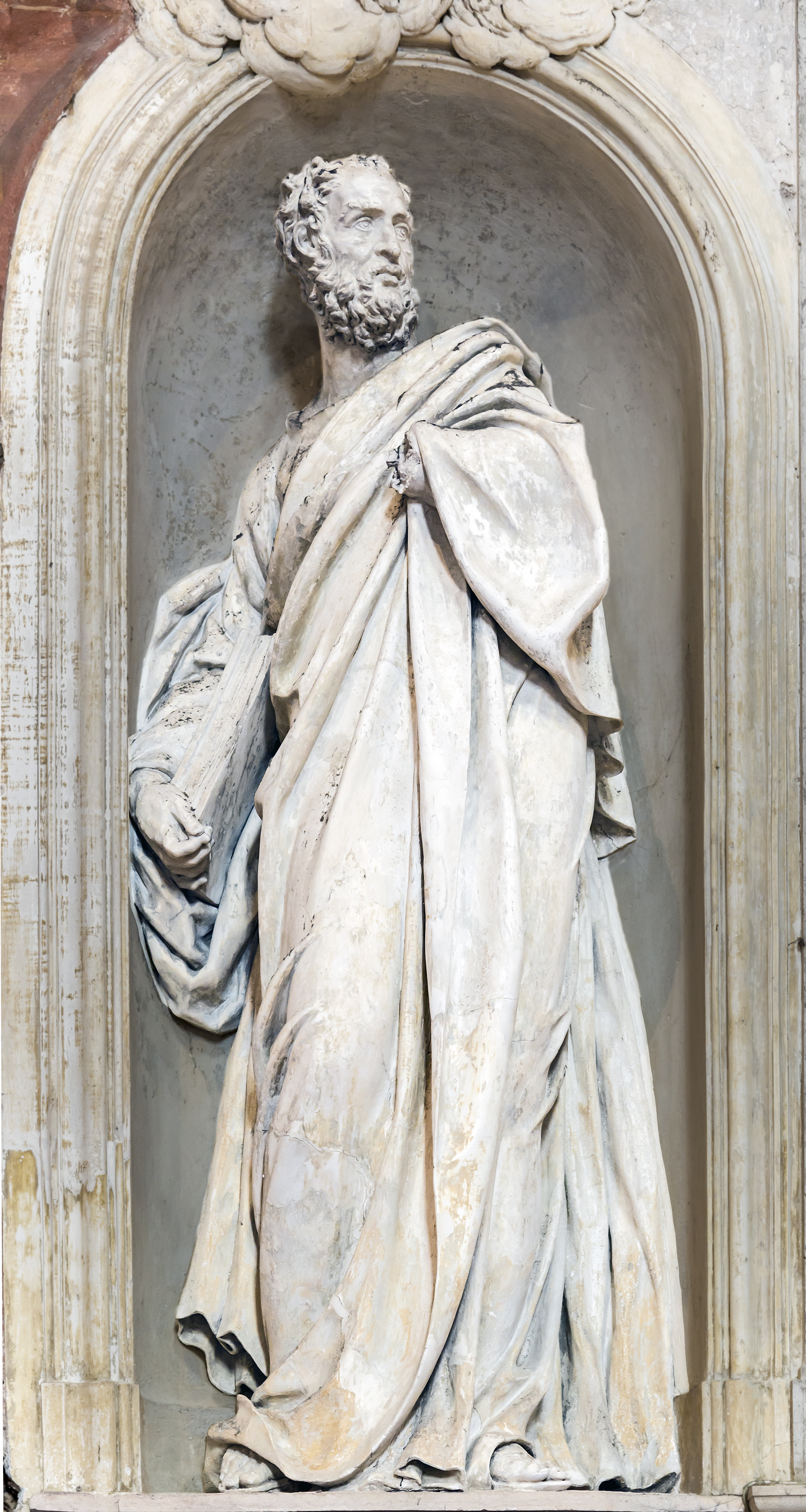
Saint Pierre.
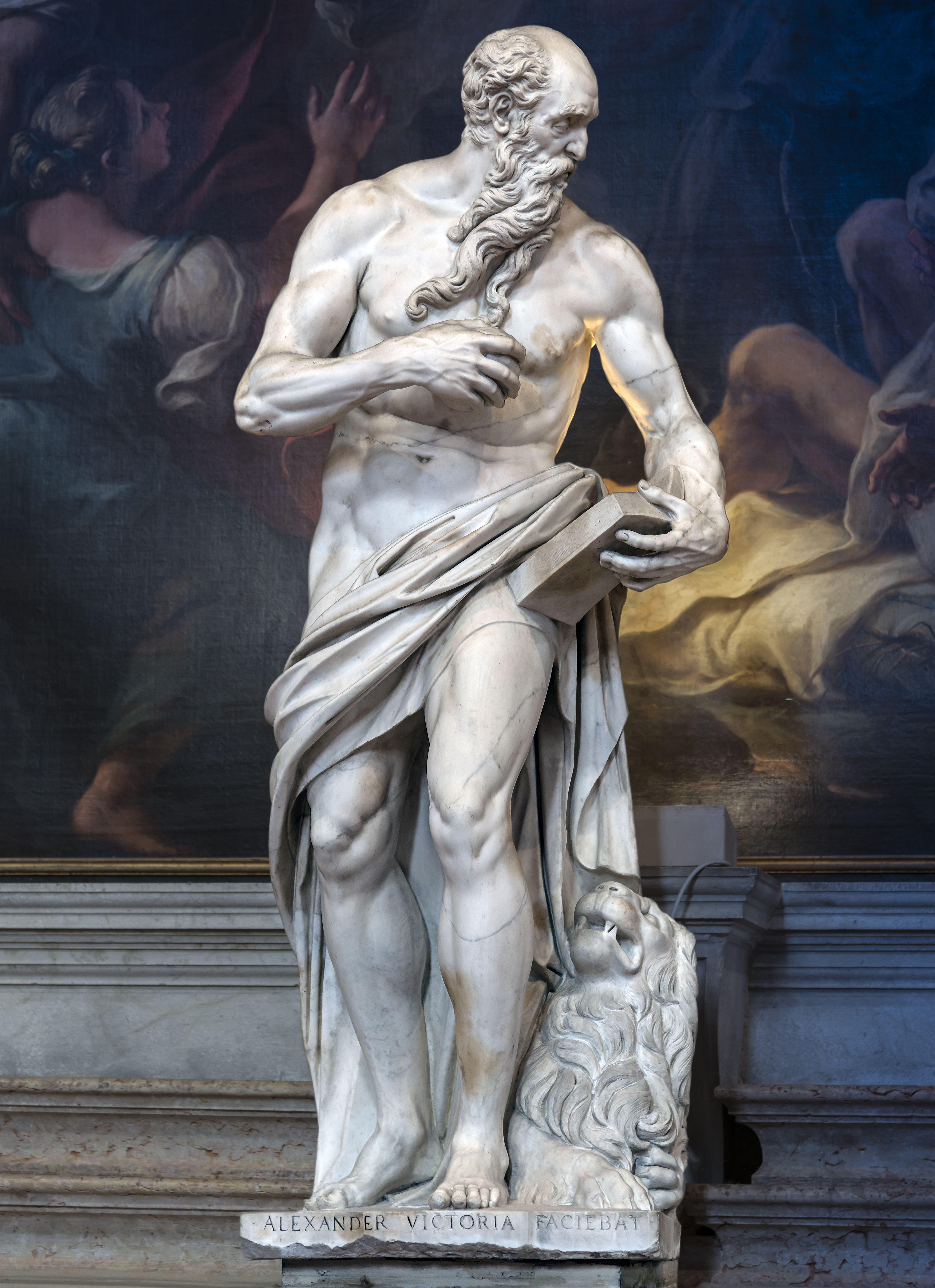
Saint Jérôme,  marbre.
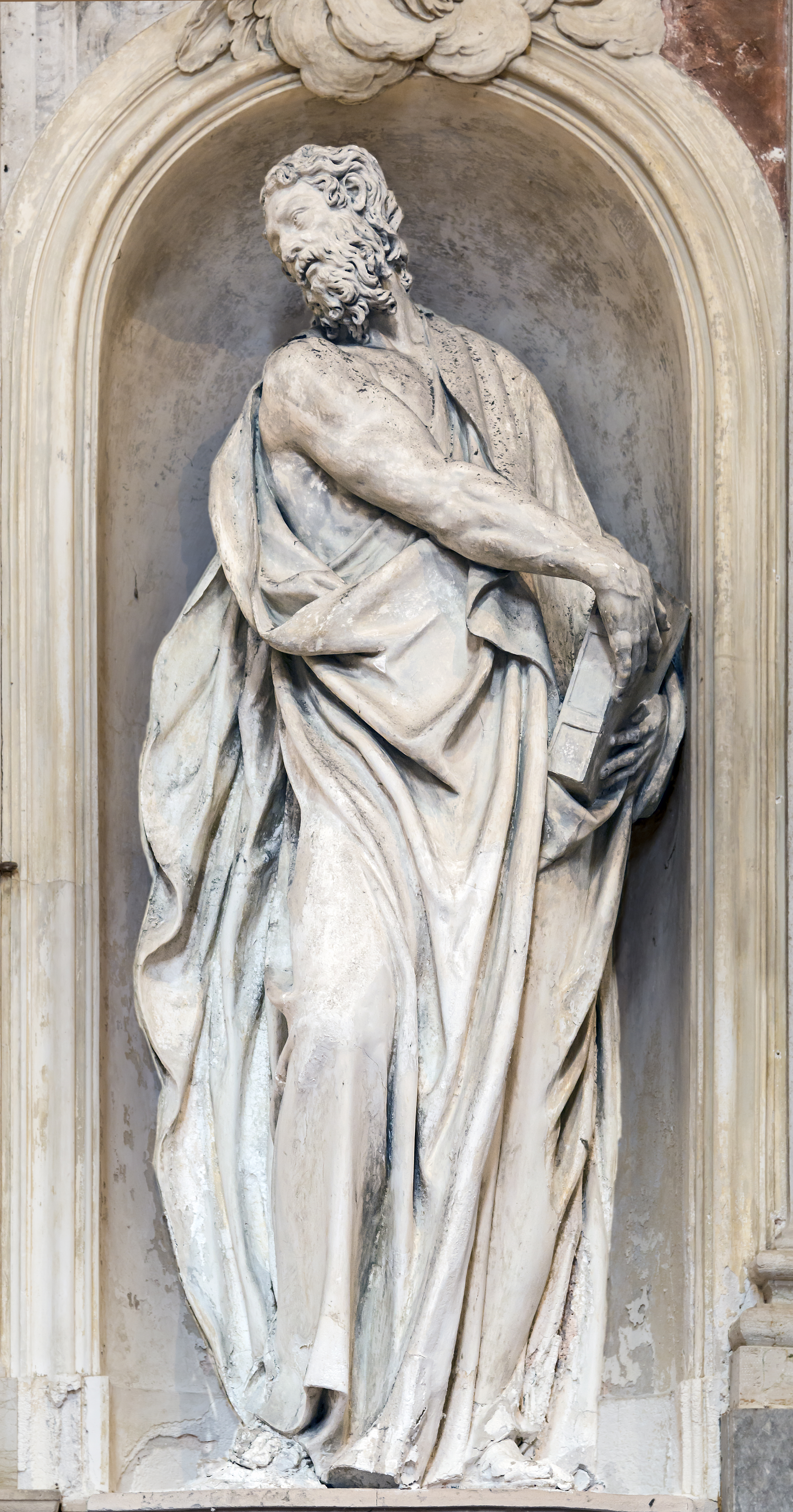
Saint André.

- Pour la Scola di San Fantin à Venise :  La Vierge et deux anges qui couronnent le fronton en 1584.

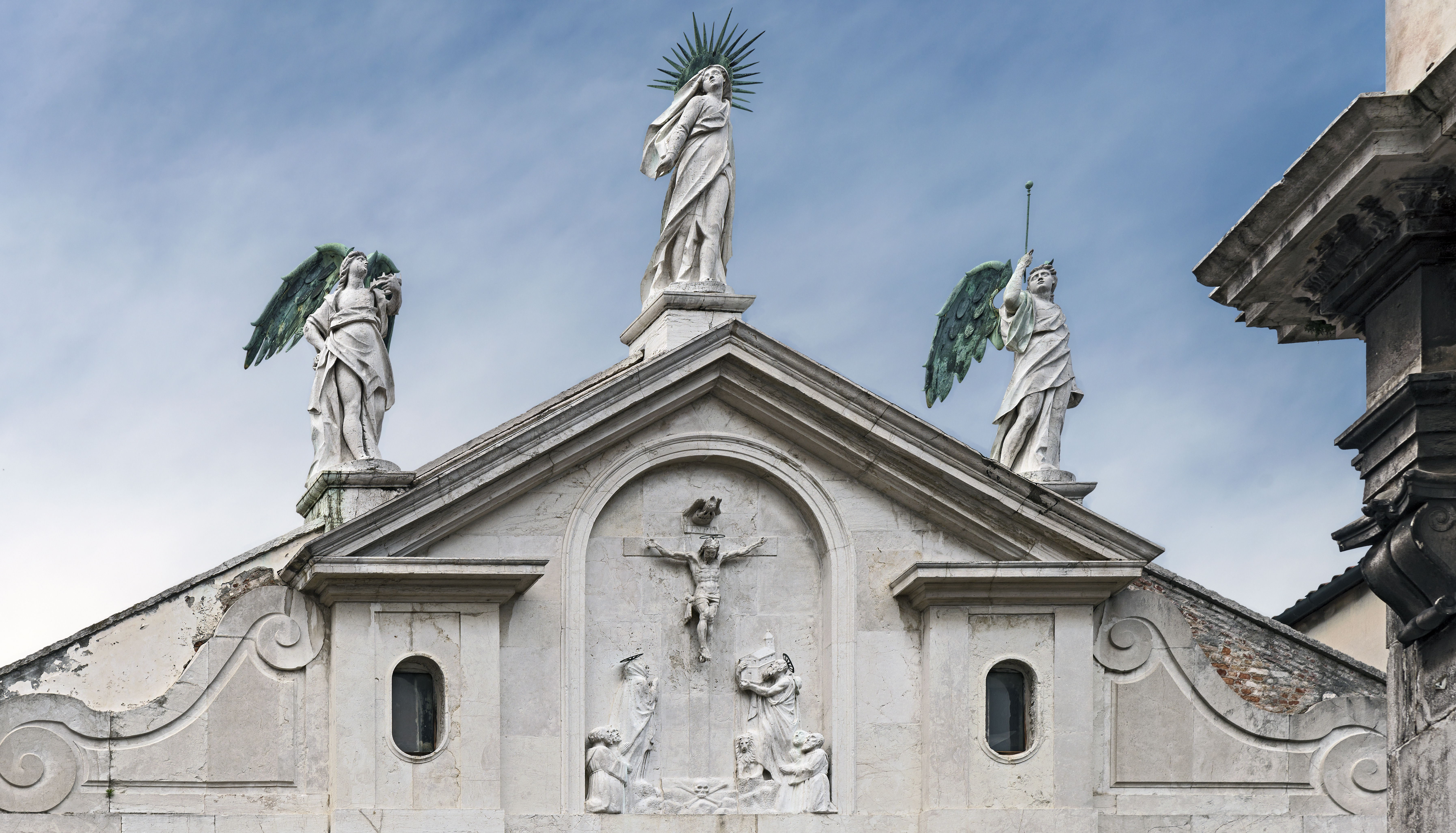

Il est l'auteur en 1583 du bas-relief de l’Annonciation faite à Marie conservé à l'Art Institute of Chicago. Il est particulièrement connu pour ses portraits en buste classicisants, le plus souvent en terre cuite naturelle ou dorée, intégrés dans des monuments funéraires ou isolés. Le musée du Louvre en possède un.

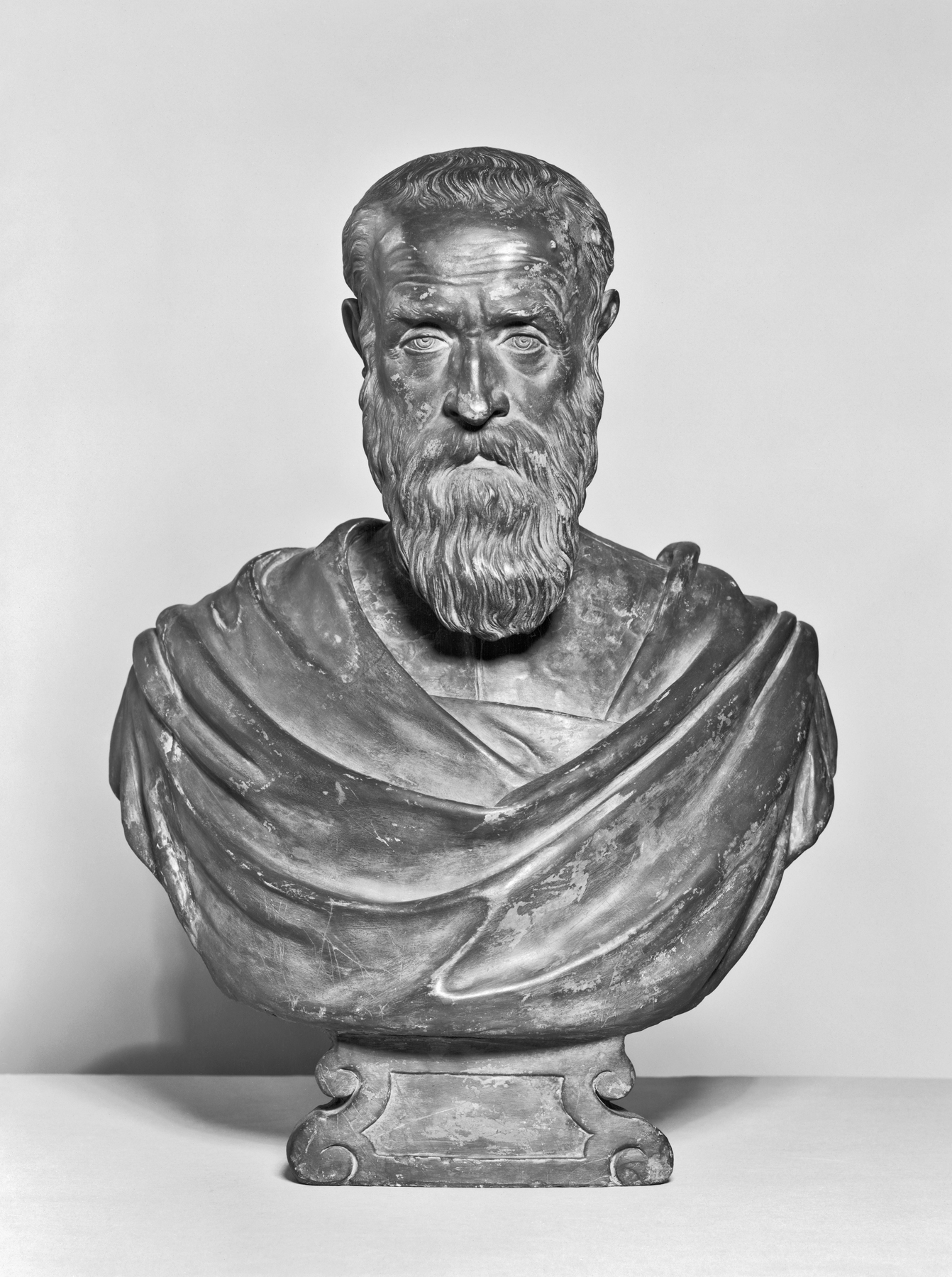
Le Cardinal Marino  Grimani, après 1595, terre cuite peinte. Walters Art Museum.

## Sources
- (en) Cet article est partiellement ou en totalité issu de l’article de Wikipédia en anglais intitulé « Alessandro Vittoria » (voir la liste des auteurs).

- (it) Cet article est partiellement ou en totalité issu de l’article de Wikipédia en italien intitulé « Alessandro Vittoria » (voir la liste des auteurs).